# Zećira Mušović
Zećira Mušović   (Falun, 26 de maig de 1996) és una futbolista sueca que juga com a portera al Chelsea FC i a la selecció de Suècia.

## Trajectòria
Mušović va néixer a Falun en una família d'origen bosnià. La seva família va emigrar de Prijepolje, a Sèrbia, a causa de la Guerra de Iugoslàvia. La família es va traslladar a Escània, on Mušović es va unir als nou anys al club juvenil de l'Stattena IF d'Helsingborg.
Mušović va capitanejar la selecció de Suècia a la fase final del Campionat Femení Sub-19 de la UEFA 2015 a Israel.
Va debutar amb la selecció absoluta el març de 2018, mantenint la porteria a zero en la victòria per 3-0 contra la selecció de Rússia a la Copa de l'Algarve 2018. El maig de 2019 va ser una de les tres porteres seleccionades per a la Copa del Món de 2019, juntament amb Hedvig Lindahl i Jennifer Falk.
El 13 de juny de 2023 va ser inclosa a la llista de 23 jugadores seleccionades per a la Copa del Món de 2023. En el partit de vuitens de final contra la selecció dels Estats Units, va fer 11 aturades i l'equip rival no va marcar cap gol. Finalment, Suècia va passar als quarts de final imposant-se a la tanda de penals.